# У
У, у (en cursiva У, у) és una lletra de l'alfabet ciríl·lic. Representa la vocal /u/ després de consonants dures no palatalitzades.
En algunes llengües es fan servir variants d'aquesta lletra:
- Ў amb el signe diacrític breu: belarús, dungan, uzbek
- Ӯ amb màcron: tadjic
- Ӱ amb dièresi: altai, jakas, gagauz, janty, mari
- Ӳ amb accent agut doble: txuvaix
- Ү mongol, kazakh, tàtar, baixkir i altres llengües
- Ұ amb barra: kazakh

## Taula de codis
| Codificació de caràcters | Tipus     | Decimal | Hexadecimal | Octal  | Binari              |
| ------------------------ | --------- | ------- | ----------- | ------ | ------------------- |
| Unicode                  | Majúscula | 1059    | 0423        | 002043 | 0000 0100 0010 0011 |
| Unicode                  | Minúscula | 1091    | 0443        | 002103 | 0000 0100 0100 0011 |
| ISO 8859-5               | Majúscula | 195     | C3          | 303    | 1100 0011           |
| ISO 8859-5               | Minúscula | 227     | E3          | 343    | 1110 0011           |
| KOI 8                    | Majúscula | 245     | F5          | 365    | 1111 0101           |
| KOI 8                    | Minúscula | 213     | D5          | 325    | 1101 0101           |
| Windows 1251             | Majúscula | 211     | D3          | 323    | 1101 0011           |
| Windows 1251             | Minúscula | 243     | F3          | 363    | 1111 0011           |